# Dealurile Agighiolului
Dealurile Agighiolului este o arie protejată (arie specială de conservare — SAC, sit de importanță comunitară — SCI) din România, desemnată în scopul protejării biodiversității și menținerii într-o stare de conservare favorabilă a florei spontane și faunei sălbatice, precum și a habitatelor naturale de interes comunitar aflate în arealul zonei de protecție. Aceasta se întinde pe o suprafață de 1.514,1 ha, integral pe uscat.

## Localizare
Situl se întinde pe teritoriul administrativ al municipiului Tulcea și pe cele ale comunelor Frecăței, Mihail Kogălniceanu, Sarichioi și Valea Nucarilor din județul Tulcea.  Centrul sitului Dealurile Agighiolului este situat la coordonatele 45°02′29″N 28°49′50″E / 45.041464°N 28.83043°E.

## Înființare
Situl Dealurile Agighiolului (ROSCI0060) a fost declarat sit de importanță comunitară în decembrie 2007 pentru a proteja 1 specie de plante și 4 specii de animale. Situl a fost protejat și ca arie specială de conservare în mai 2022. Arealul include Rezervația geologică Agighiol.

## Biodiversitate
Situată în ecoregiunea de stepă, aria protejată conține 3 habitate naturale: Păduri de stejar alb estice, Tufișuri caducifoliate ponto-sarmatice, Stepe ponto-sarmatice.
La baza desemnării sitului se află mai multe specii protejate:
- plante (1): clopoțel dobrogean (Campanula romanica)
- mamifere (2): hamster românesc (Mesocricetus newtoni), popândău (Spermophilus citellus)
- reptile (2): balaurul dobrogean (Elaphe sauromates),  țestoasa dobrogeană de uscat (Testudo graeca)

Pe lângă speciile protejate, pe teritoriul sitului au mai fost identificate 1 specie de plante.